# Taekwondo klub Imotski
Taekwondo klub Imotski hrvatski je klub olimpijskog taekwondoa iz Imotskog, osnovan 2004. godine. 
Klub djeluje u Imotskom, Prološcu, Lovreću, Zmijavcima, Zagvozdu i Krivodolu.

## Povijest
Klub je osnovan 2004. godine. Najbrojniji je sportski kolektiv u Imotskom.

## Natjecateljski uspjesi
Taekwondo klub Imotski bilježi brojne uspjehe na domaćim i međunarodnim natjecanjima. Neki od istaknutijih rezultata uključuju:
- Petra Jerković – peto mjesto na Europskom juniorskom prvenstvu u Tallinnu 2023., višestruka državna prvakinja (četverostruka), te osvajačica medalje na Europskom klupskom prvenstvu.
- Matea Kolovrat – hrvatska reprezentativka u taekwondou za gluhe sportaše, osvajačica medalja na Olimpijadi gluhih i Svjetskom prvenstvu za gluhe.
- Natali Tadić – srebrna medalja na finalnom Europskom Grand Prixu u Bukureštu 2025. i srebrna medalja na Europskom klupskom prvenstvu u Tallinnu 2025.

- ekipni rezultati u 2024. na nacionalnoj razini:

- - 3. mjesto na Prvenstvu Hrvatske mlađe kadetkinje
  - 3. mjesto na Prvenstvu Hrvatske seniorke (prvenstvo do 21 godine)

- ekipni rezultati u 2025. na nacionalnoj razini:

- - 3. mjesto na Prvenstvu Hrvatske juniori
  - 3. mjesto na Prvenstvu Hrvatske juniorke
  - 2. mjesto na Prvenstvu Hrvatske kadetkinje

- Medalje su osvojene i na Grand Prix turniru te Europskom klupskom prvenstvu u Tallinnu 2025.[2]

### Istaknuti članovi
- Petra Jerković – višestruka državna prvakinja, 5. mjesto na Europskom juniorskom prvenstvu u Tallinnu 2023., te osvajačica medalje na Europskom klupskom prvenstvu.
- Matea Kolovrat – hrvatska reprezentativka u taekwondou za gluhe sportaše, osvajačica medalja na Olimpijadi gluhih i Svjetskom prvenstvu za gluhe.
- Stela Kavelj – hrvatska reprezentativka i višestruka prvakinja Hrvatske, višestruka osvajačica medalja na nacionalnim natjecanjima.
- Ivona Jerković – zlatna medalja na Europskom klupskom prvenstvu u Tallinnu 2024., srebrna medalja na Europskom klupskom prvenstvu u Tirani 2024. u kategoriji kadetkinja do 51 kg.
- Natali Tadić – srebrna medalja na finalnom Europskom Grand Prixu u Bukureštu 2025. i srebrna medalja na Europskom klupskom prvenstvu u Tallinnu 2025.
- Katija Đerek – 5. mjesto na Svjetskom kadetskom prvenstvu u Fujairahu 2025.